# Peter Sutcliffe
Peter William Sutcliffe (Bingley, Yorkshire del Oeste, Inglaterra, 2 de junio de 1946-Condado de Durham, 13 de noviembre de 2020) fue un asesino en serie británico, que operó entre mediados de los años setenta y principios de los ochenta del siglo XX, esencialmente en el condado de Yorkshire. Su modus operandi incluía mutilaciones abdominales y genitales, y extracción de órganos, lo que le valió el apodo de El destripador de Yorkshire.
Asesinó a trece mujeres y agredió gravemente a otras siete; todas sus víctimas eran mujeres.

## Su camino hacia el crimen
Peter Sutcliffe creía que oía voces mientras llevaba a cabo su trabajo de enterrador en el cementerio de su natal pueblo de Bingley, población rural 320 km al norte de Londres. 
Una tarde, cuando hacía su trabajo, oyó o creyó oír una voz; se inquietó y dejó caer de súbito la pala con la que estaba cavando un hoyo para introducir un ataúd que yacía a sus pies. Nerviosamente, se puso a buscar a su alrededor tratando de identificar la procedencia del sonido. La voz que lo llamaba le hablaba en tono suave, gentil y persuasivo; no le daba órdenes ni le hacía amenazas, sino que tan solo le hacía sugerencias. Siguió el eco y se dirigió a una antigua tumba cubierta de maleza de un hombre polaco, fallecido muchos años atrás, y contempló el crucifijo grabado en la lápida. Pensó que el rumor surgía de esa tumba. Al comienzo, era solo un murmullo, frases sin conexión ni sentido, pero, luego, la resonancia se volvió más nítida, y el joven comprendió que la voz ahora le daba órdenes.
El sepulturero regresó a su casa embelesado por aquella experiencia casi religiosa y definió a esos sonidos como “la voz de Dios”, según contó posteriormente. Lo extraño fue que la voz, que al principio era amable y reconfortante, al transcurrir los meses le sugirió que debía volverse violento.
En eso, una prostituta le escamoteó unas libras esterlinas sin proporcionarle el correspondiente servicio, y se burló de él en la taberna del pueblo frente a sus amigos. Y el ahora mesiánico Peter no podía perdonar semejante afrenta. Animado por “la voz”, concluyó que su misión terrenal consistía en liquidar a todas las prostitutas posibles, porque las consideraba responsables de la mayoría de las lacras sociales. Ya antes de su contacto místico, Sutcliffe había lesionado a una vieja meretriz, a la que atropelló propinándole furiosos embistes en la cabeza con un calcetín dentro del cual había introducido una piedra.
«A su vez, había protagonizado reyertas absurdas. Le asestó un puñetazo a un amigo por una broma sin trascendencia que le hiciera aquel –el impacto fue tan violento que se fracturó la muñeca-, y también le pegó con un mazo en el cráneo a un compañero de trabajo, dejándolo inconsciente.»

## Cronología de sus ataques
Sus víctimas, todas mortales salvo dos, fueron las siguientes:
- Wilma McCann, 28 años (30-10-1975). Asesinada en los alrededores del barrio de emigrantes caribeños de Chapeltown en Leeds.
- Emily Jackson, 43 años (20-1-1976). Asesinada, como la anterior, en los alrededores de Chapeltown.
- Irene Richardson, 28 años (5-2-1977). Prostituta, como las anteriores y asesinada en Leeds.
- Patricia Atkinson, 32 años (23-4-1977). Fue la primera víctima asesinada en su domicilio, así como en Bradford.
- Jayne MacDonald, 16 años (26-6-1977). Fue la primera víctima que no era prostituta.
- Maureen Long, (julio de 1977). Pese a las puñaladas recibidas, sobrevivió al ataque. Los daños cerebrales causados le impidieron dar adecuada información a la policía.
- Jean Jordan, 20 años (1-10-1977). Prostituta. Apareció con el pelo quemado, eviscerada y con los senos mutilados. Su cadáver apareció en Mánchester, muy alejada de las anteriores víctimas. En principio el asesino la escondió bajo un seto. Al ver que la policía no daba con el cadáver, el asesino regresó y arrastró el cuerpo a un lugar más visible.
- Marilyn Moore, (diciembre de 1977). Sobrevivió al ataque. Aportó valiosa información y por primera vez se disponía de una descripción detallada del asesino.
- Ivonne Pearson, 21 años (21-1-1978). Su cadáver no fue localizado hasta marzo debajo de un sofá en un vertedero. El asesino volvió a la escena un mes más tarde y colocó un ejemplar del Daily Mirror del 21 de febrero bajo el brazo de la víctima, con el fin de ridiculizar a la policía.
- Helen Rytka, 18 años (31-1-1978). Encontrada con ayuda de perros en un almacén maderero.
- Vera Millward, 41 años (10-5-1978). Prostituta. Su cuerpo apareció en un descampado, junto a un hospital en Mánchester. Tras este crimen, el asesino envió cartas a la policía e incluso una cinta grabada, lo que permitió conocer datos sobre su caligrafía, voz y grupo sanguíneo (B).
- Josephine Whitaker, 19 años (4-4-1979).
- Barbara Leach, 20 años (2-9-1979).
- Margarita Paredes, 37 años (20-8-1980).
- Jacqueline Hill, 20 años (17-11-1980).

## Modus operandi
Para perpetrar sus homicidios se valía de un arsenal de instrumentos improvisados muy dispar. Acometía tanto con martillos y cuchillos como con sierras metálicas. Su arma letal preferida eran los destornilladores, cuyas puntas aguzaba para blandirlas a manera de puñales. Su encarnizamiento era tan tremendo que en una autopsia los forenses llegaron a contar cincuenta y dos puñaladas infligidas sobre el cadáver.
Aunque de baja estatura era sumamente fornido, y el frenesí que lo imbuía al emprender sus asaltos lo tornaba en extremo peligroso. Merodeaba alrededor de sus presas, y en el momento propicio las golpeaba con un martillo hasta partirles el cráneo.
Cuando le era posible, derribaba a la mujer agredida pateándola tan fuertemente con sus negras botas de cuero, que las marcas de las suelas quedaban impresas en la piel. Una vez que tenía a la víctima indefensa en el suelo, la remataba asestándole golpes en la cabeza y, acto seguido, le infería hondos cortes en el vientre con un cuchillo o mediante un agudo destornillador.
En ciertas ocasiones sustrajo órganos a los cadáveres, crueldad que le valió el nombre de “Destripador”.

## Captura y prisión
Resulta discutible que Sutcliffe fuera un enajenado inimputable, pues es demasiado patente el grado de organización exhibido en sus crímenes, según opinan muchos analistas que estudiaron este asunto. Mostró suma astucia antes y después de consumar los asesinatos.
Sus violentos ataques iban precedidos de un minucioso estudio del terreno, y sabía cómo escapar luego de haber ejecutado cada acometida. Siempre portaba consigo las armas letales, detalle muy significativo que da cuenta de planificada organización a la hora de llevar a término los asesinatos.
Tan cauto demostró ser Sutcliffe que su aprehensión fue debida únicamente a la buena suerte que tuvieron las fuerzas del orden.
El 2 de enero de 1981, dos policías del sur de Yorkshire detectaron por casualidad un vehículo sospechosamente mal aparcado a la entrada de una carretera privada. Dentro del vehículo estaba el asesino, quien se disponía a quitar otra vida en la persona de la meretriz sentada a su lado.
El sargento Bob Ring y el agente Robert Hides se apersonaron al conductor entablando una charla de rutina. Al examinar las placas del automóvil descubrieron que las visibles estaban mal adosadas encima de otras legítimas, señal de que podría tratarse de un automóvil robado.
Antes de ser arrestado, Sutcliffe logró deshacerse de las herramientas con las que pensaba ultimar a la mujer, arrojándolas sobre una pila de hojas tras decirle a los policías que necesitaba vaciar su vejiga.
Una vez que fue conducido a la comisaría, otras pruebas lo incriminarían. Allí podía apreciarse el retrato robot del destripador de Yorkshire. Sus asombrados captores no pudieron dejar de advertir el gran parecido entre esa imagen y el rostro del hombre al que unos minutos atrás habían detenido por el muy menor delito de hurto. 
Las preguntas que le formularon los investigadores no versarían sobre el robo de un coche sino sobre su responsabilidad en la autoría de homicidios con alevosía.
Sutcliffe cayó en gruesas contradicciones y, tras un maratónico interrogatorio que duró dieciséis horas, terminó confesando plenamente su culpa.
Aunque alegó locura, el primer tribunal que lo juzgó lo halló cuerdo y lo sentenció a cadena perpetua, siendo confinado en el presidio de alta seguridad de Parkhurst desde mayo de 1981.
Sólo permaneció encarcelado allí durante un año y cuatro meses. Los psiquiatras que lo examinaron en la cárcel concluyeron en que se lo debía recluir en un hospital para enfermos mentales.
Fue entonces derivado al asilo de Broadmoor, cercano a Londres, donde siguió recluido. El Tribunal Supremo británico rechazó su apelación de solicitud de libertad en el año 2010, confirmando la cadena perpetua impuesta.
Para la integridad física de Sutcliffe, su traslado al hospicio fue muy adecuado, pues en la prisión común su vida corría grave peligro. La más seria de las agresiones –donde estuvo al borde de perder un ojo- la sufrió a manos de dos indignados compañeros de celda, quienes lo apalearon con saña provocándole heridas en la cabeza y en el rostro.
Pese a que la opinión generalizada a nivel popular y de prensa apoyó el dictamen pericial de los forenses que declararon a Sutcliffe psicótico inimputable penalmente (razón por la cual terminó siendo derivado a un hospital psiquiátrico), hay autores que dudan que fuera un enajenado total, pues estiman que su conducta era inherente a la de un asesino organizado (psicópata).
Por definición los asesinos organizados son conscientes de sus actos, no son perturbados mentales y, por lo general, se los considera psíquicamente competentes para conocer y comprender sus actos.
Se destaca que este delincuente portaba encima las armas con las cuales ejecutaba sus agresiones, lo cual se conoce en criminología con el nombre de "kit de asesinato". A su vez, se alega que preparaba con anticipación los ataques y que escogía los lugares más adecuados para escapar luego de sus acometidas.
Otros argumentos que abogan porque podría haber exagerado su perturbación para aliviar su condena, radican en que optaba por atacar a las presas humanas que veía más vulnerables en un momento determinado. Se sabe que hubo mujeres agredidas por esa razón de oportunidad, y no porque encajaran con el perfil de prostitutas que, según proclamó este homicida, eran las únicas personas que deseaba exterminar. Se cita como ejemplo a las víctimas Jayne Mac Donald, empleada de una tienda de ultramarinos, así como Barbara Leach, estudiante de la Universidad de Bradford.

## Influencias y consecuencias de sus crímenes en la sociedad británica
Se "entendió",  que la sexualidad del asesino y, en general, la sexualidad masculina, estuvo centralmente implicada en esa serie de asesinatos y que, lejos de ser una desviación de la norma, Peter Sutcliffe representó una exageración de la misma, en tanto la violencia y la agresión son componentes fundamentales de la sexualidad masculina , tal como lo interpreta la sociedad actual.
Otro fenómeno provocado por estos homicidios radicó en que parecen haber fomentado una conducta extraña en parte de la población británica. Se detectó una suerte de “contagio”, dado que una plétora de presuntos “Destripadores” comenzó a acosar a las mujeres en las calles.
Se descubrieron casos de hombres que violaron a sus víctimas, aterrorizándolas con la afirmación de que eran el destripador de Yorkshire, y otros hombres que se ofrecieron a proteger a las mujeres de la vesania de este asesino resultaron ser acosadores.
Lo intolerable fue que el propio Peter Sutcliffe acompañaba a la secretaria de su jefe desde el trabajo a casa para protegerla del villano, y participó en un grupo de acción ciudadana a fin de ayudar en la captura del Destripador.
Tras el arresto del asesino múltiple, la policía inglesa comprendió que había cometido muchos errores durante las pesquisas, y este reconocimiento dio origen a un proceso de revisión que desembocó en la creación de la National Crime Faculty en 1995, la cual al presente se ha convertido en un punto clave en la investigación de delitos graves en el Reino Unido.